# Van Nest Polglase
Van Nest Polglase (født 25. August 1898, død 20. december 1968) var en amerikansk scenograf.
Han var nomineret til en Oscar for bedste scenografi seks gange. Bedst husket som ledende scenograf hos RKO Pictures.
Han arbejdede på mere en 330 film mellem 1925 og 1957.

## Udvalgte film
- Continental (1934)
- Top Hat (1935)
- Vågn op, Amanda (1938)
- Han og Hun (1939)
- Min yndlingshustru (1940)
- Citizen Kane (1941)